# Euscorpius ciliciensis
Espèce
Synonymes
- Euscorpius mingrelicus ciliciensis Birula, 1898

Euscorpius ciliciensis est une espèce de scorpions de la famille des Euscorpiidae.

## Distribution
Cette espèce est endémique de Turquie. Elle se rencontre dans les provinces de Mersin et de Konya.

## Description
Le mâle décrit par Tropea, Yağmur et Fet en 2015 mesure 27,69 mm et la femelle 27,06 mm.

## Systématique et taxinomie
Cette espèce a été décrite par Birula en 1898. Elle est considérée comme sous-espèce d'Euscorpius germanus par Caporiacco en 1950. Elle est considérée comme sous-espèce d'Euscorpius mingrelicus par Fet en 1989 Elle est élevée au rang d'espèce par Tropea, Yağmur et Fet en 2015.

## Étymologie
Son nom d'espèce, composé de cilici[e] et du suffixe latin -ensis, « qui vit dans, qui habite », lui a été donné en référence au lieu de sa découverte, la Cilicie.

## Publication originale
- Birula, 1898 : Ein Beitrag zur Kenntniss der Skorpionen fauna Kleinasiens. Horae Societatis Entomologicae Rossicae, vol. 33, p. 132–140.